# Ledebouria ensifolia
Ledebouria ensifolia là một loài thực vật có hoa trong họ Măng tây. Loài này được (Eckl.) S.Venter & T.J.Edwards mô tả khoa học đầu tiên năm 2003.